# Madonna col Bambino in un paesaggio (Gerard David)
La Madonna col Bambino in un paesaggio  è un dipinto del pittore fiammingo Gerard David realizzato circa nel 1520 e conservato al Museum Boijmans Van Beuningen di Rotterdam nei Paesi Bassi.

## Descrizione
Il dipinto raffigura la Madonna col Bambino o Madonna del latte nella stessa posa di altre opere. Tuttavia le altre versioni usano questa posa per rappresentare Riposo durante la fuga in Egitto;  il dipinto di Rotterdam utilizza il paesaggio come sfondo per simboleggiare l'hortus conclusus o "giardino recintato" del Cantico dei Cantici . Aggiunge anche i gigli bianchi per simboleggiare la verginità di Maria.  A sinistra allo sfondo si intravede degli edifici sotto una collina, mentre a destra una vegetazione boschiva.

## Galleria d'immagini

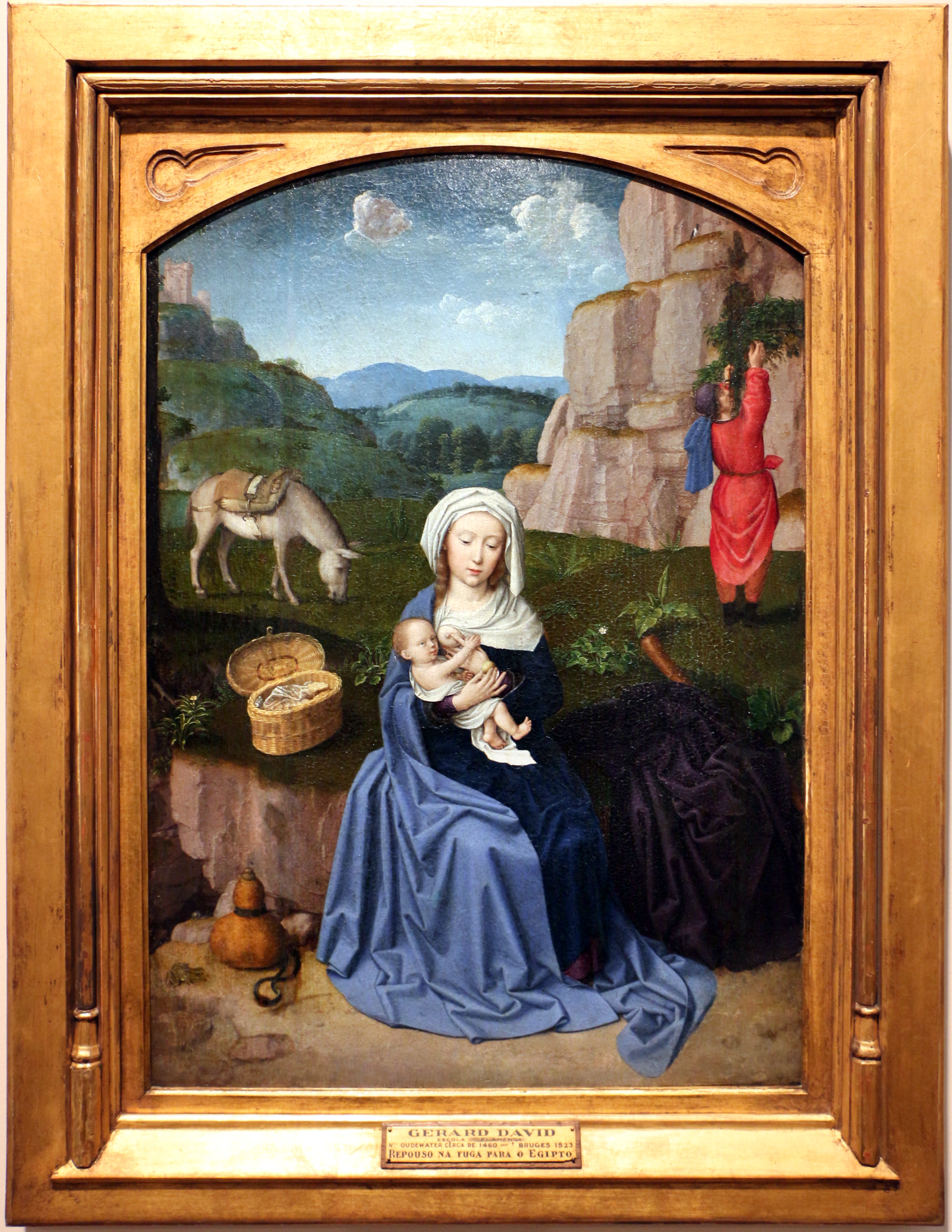
Riposo durante la fuga in Egitto,(1501-1520 circa), Gerard David, Museu Nacional de Arte Antiga a Lisbona
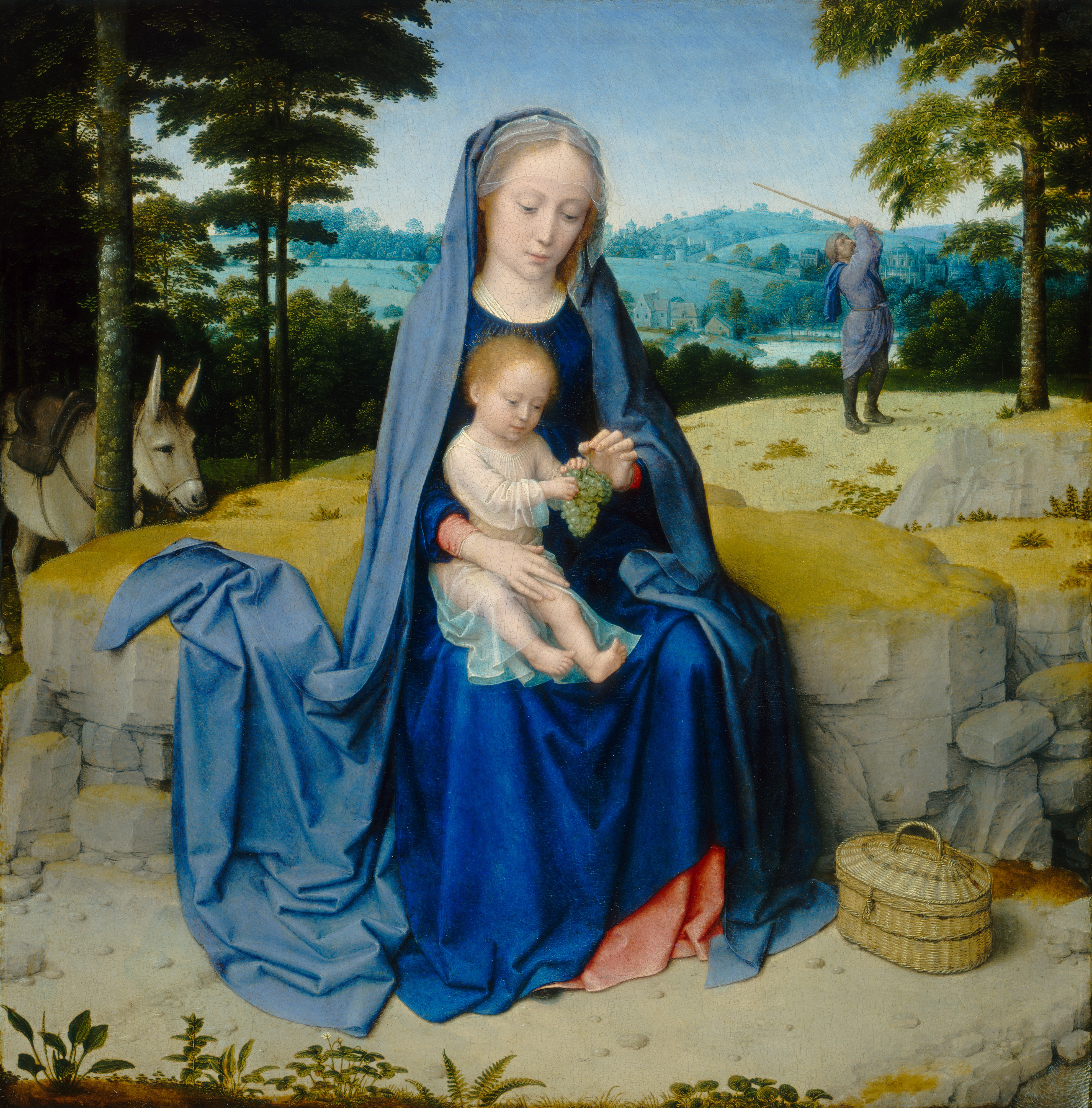
Riposo durante la fuga in Egitto (1505 circa), Gerard David, alla National Gallery of Art di Washington
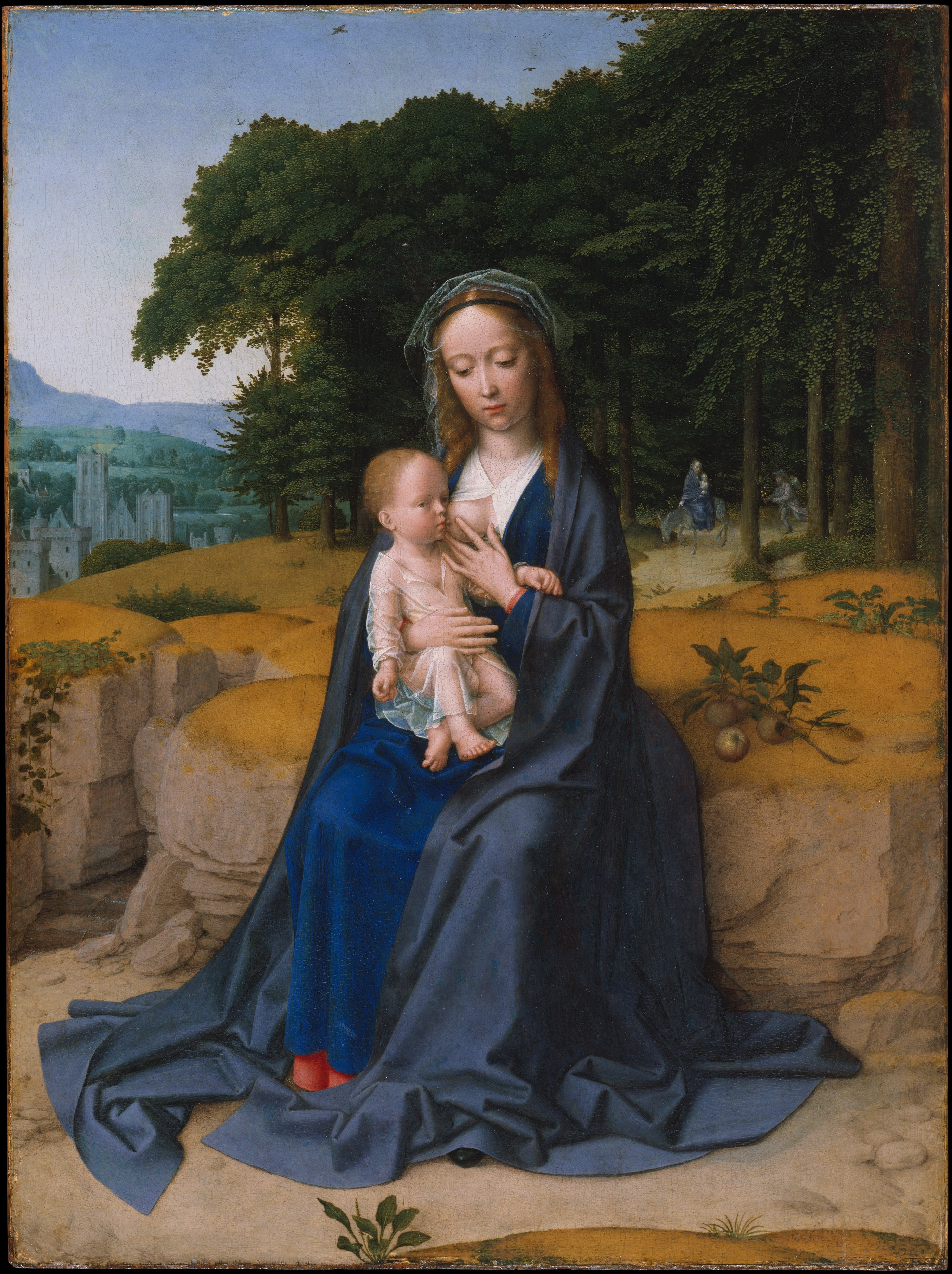
Riposo durante la fuga in Egitto'' (1512-1515), Gerard David, al Metropolitan Museum of Art di New York
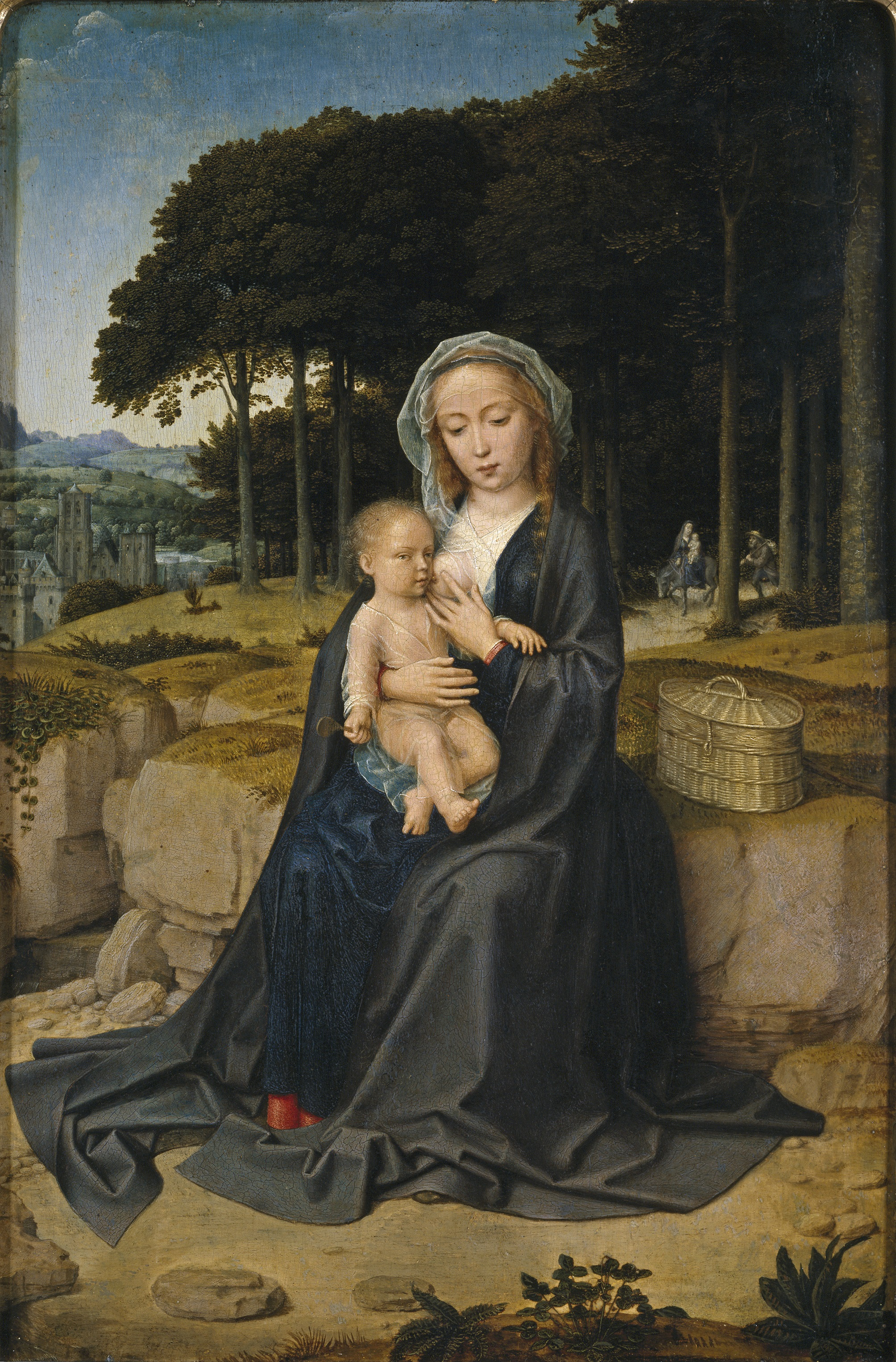
Riposo durante la fuga in Egitto (1515 circa), Gerard David, al Museo del Prado, a Madrid
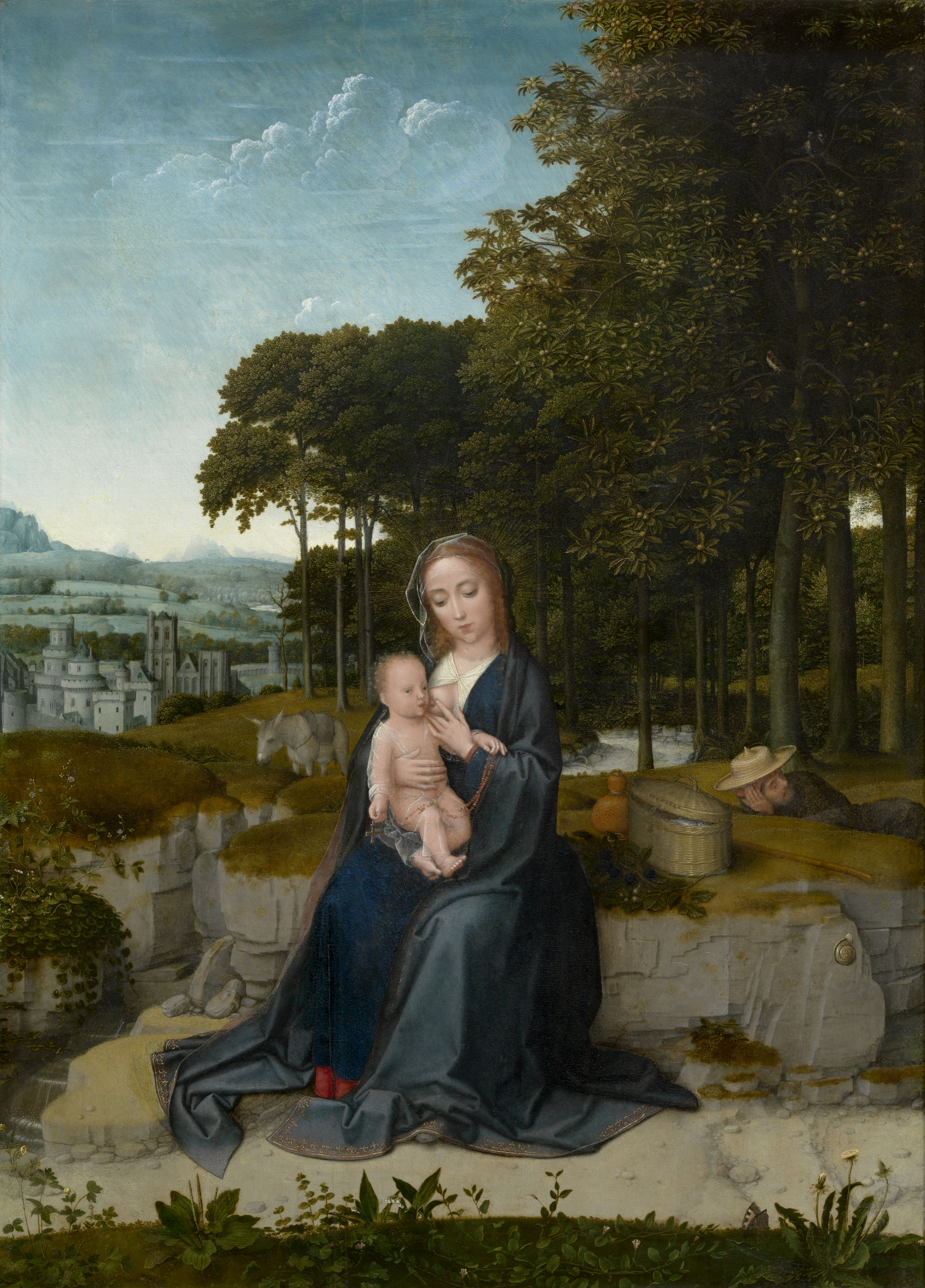
Riposo durante la fuga in Egitto (1515 circa), Gerard David, al Museum of Fine Arts di Anversa
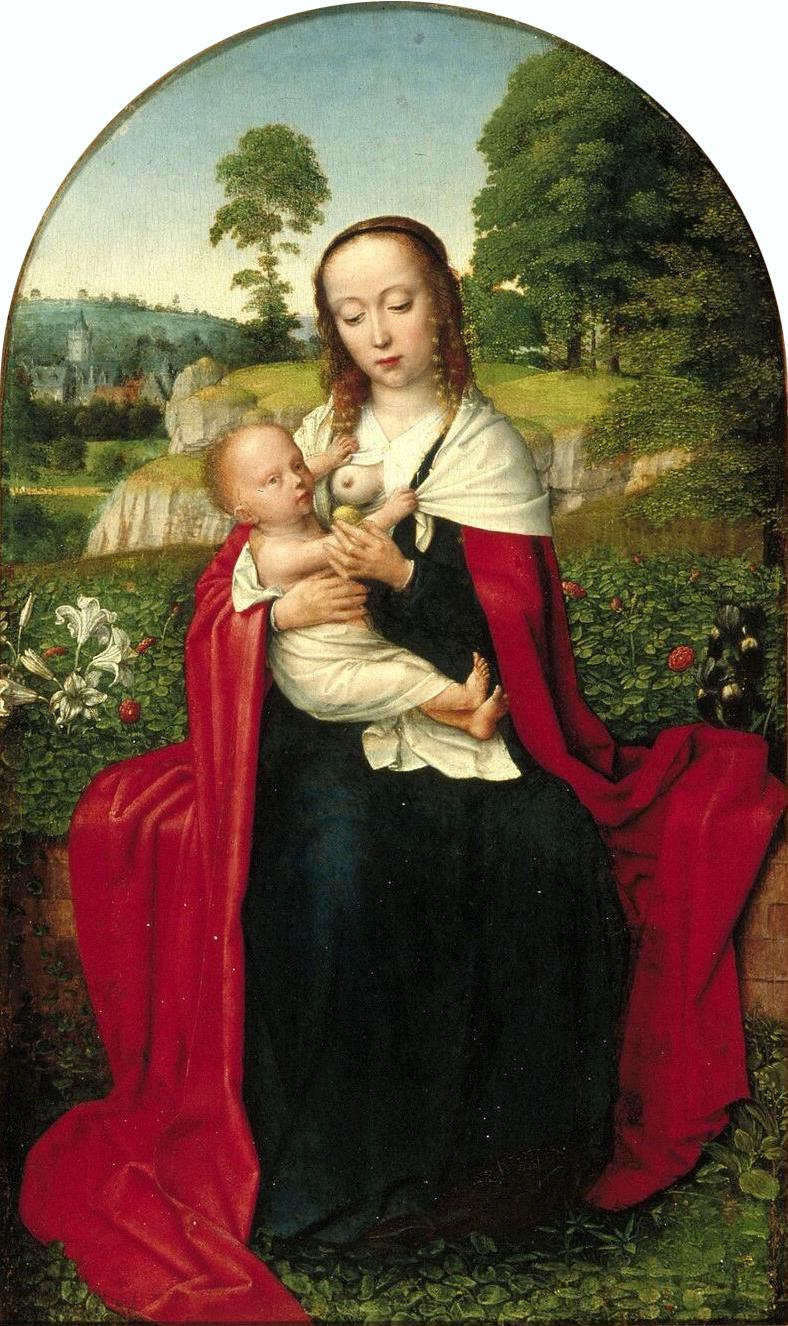
Madonna col Bambino in un paesaggio (1520 circa), Gerard David, Museum Boijmans Van Beuningen di Rotterdam